# Panchén Dos
Panchén Dos är en ort i Mexiko.   Den ligger i kommunen Tumbalá och delstaten Chiapas, i den sydöstra delen av landet, 800 km öster om huvudstaden Mexico City. Panchén Dos ligger 1 410 meter över havet och antalet invånare är 103.
Terrängen runt Panchén Dos är huvudsakligen kuperad, men åt sydost är den bergig. Panchén Dos ligger uppe på en höjd. Runt Panchén Dos är det ganska tätbefolkat, med 149 invånare per kvadratkilometer. Närmaste större samhälle är Yajalón, 9,9 km söder om Panchén Dos. I omgivningarna runt Panchén Dos växer i huvudsak städsegrön lövskog.